# Humanoïde robot

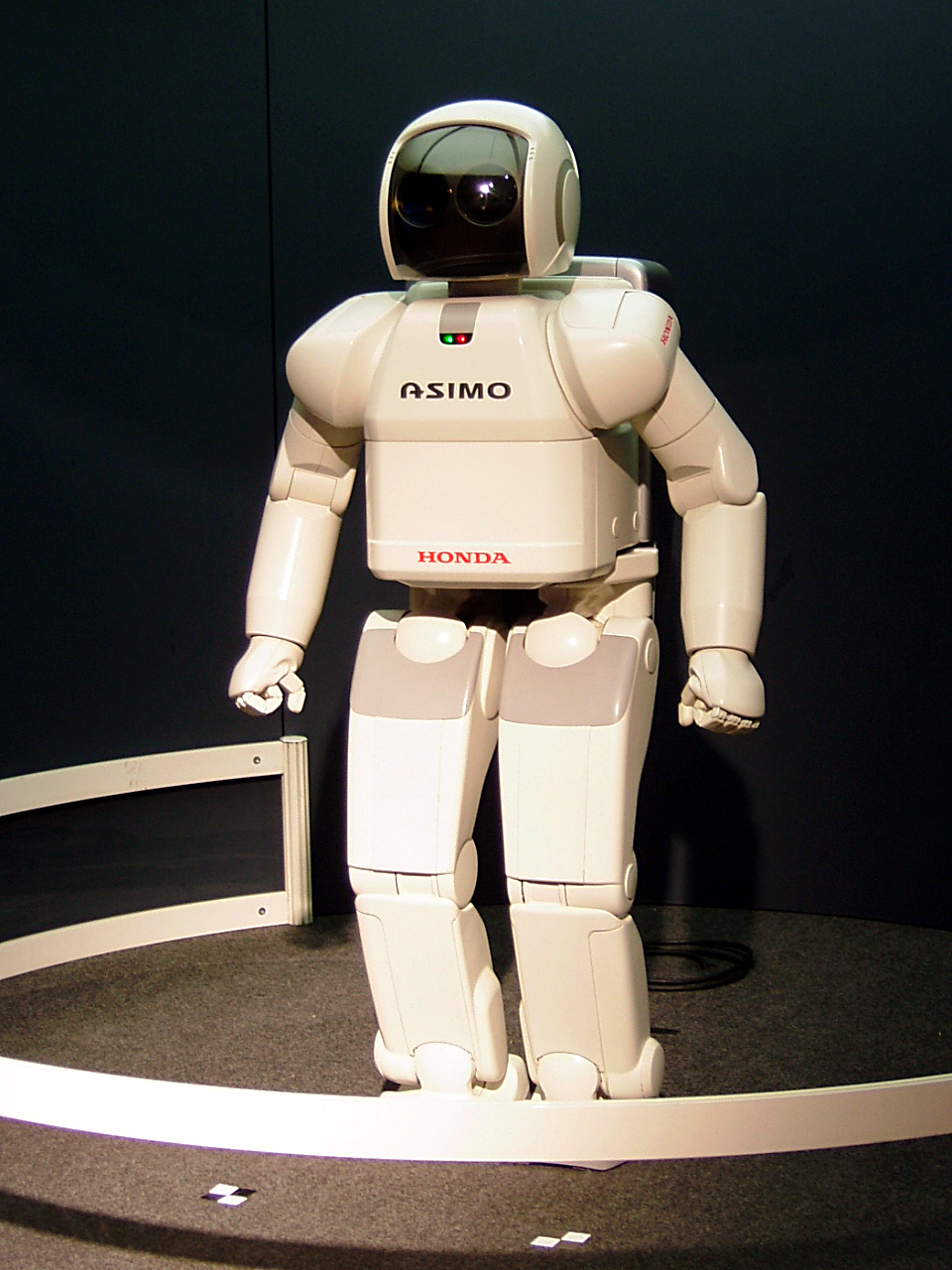
Honda Asimo; een humanoïde robot.

Een humanoïde robot is een machine die een lichaamsvorm heeft die lijkt op die van een mens, in tegenstelling tot andersvormige machines, bijvoorbeeld industrierobots of de robothond AIBO.
Mensvormige robots worden de laatste jaren voornamelijk in Japan ontwikkeld. Een van de bekendste robots is Honda's ASIMO, die in 2000 aan het publiek werd gepresenteerd en zelfstandig kan lopen, rennen en traplopen, hoewel dat laatste nog weleens mis gaat. Een humanoïde robot heeft dus dezelfde basisvorm als een mens, maar is meestal wel duidelijk herkenbaar als een robot.

## Androïde robots

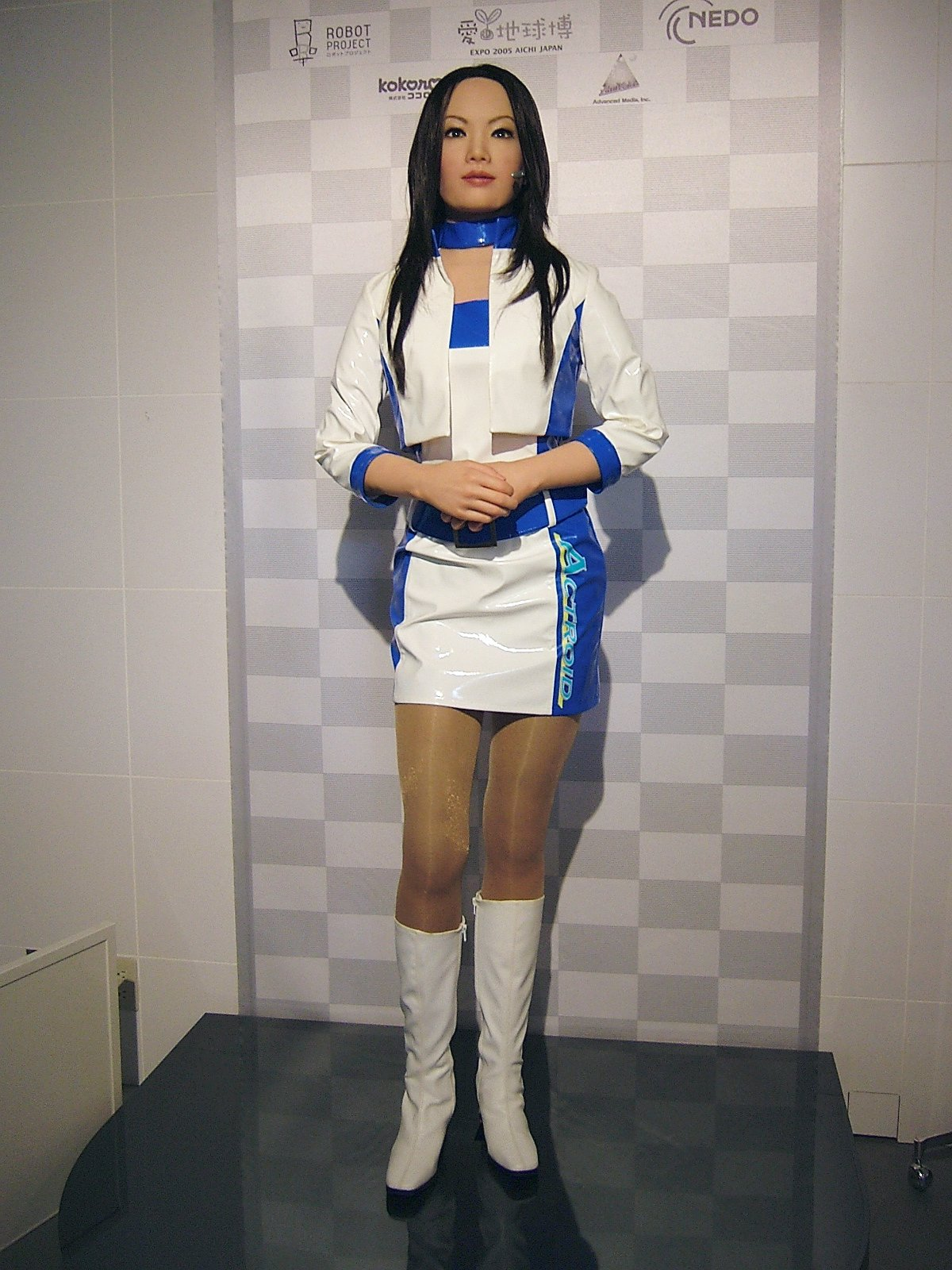
Actroid; een androïde robot.

Een androïde is een kunstmatig, op een mens lijkend wezen, waarbij meestal niet meteen duidelijk is dat het een kunstmatig wezen betreft. De term is afgeleid uit een samenstelling van de Griekse woorden ἀνήρ (anér, man of mens) en εἶδος (eídos, vorm, verschijning). Omdat het Griekse ἀνήρ dus niet alleen mens maar ook man betekent worden mensachtige robots door sommigen onderverdeeld in mannelijke en vrouwelijke robots, die in het Engels androids en gynoids worden genoemd, maar meestal worden menselijke robots van beide seksen androïde genoemd.
De door de Universiteit van Osaka ontwikkelde androïde robot Actroid uit 2003 kan niet lopen, maar wel praten en op mensen reageren. Vergelijkbare androïdes zijn EveR-1 en EveR-2 uit Zuid-Korea.
Zora (Zorg ouderen revalidatie en animatie) is een 57 centimeter grote programmeerbare, humanoïde zorgrobot.

## Cyborgs
Cyborgs zijn machines met organische onderdelen, of mensen met kunstmatige implantaten. In het verleden werden cyborgs ook wel bionische mensen genoemd. De term cyborg is een acroniem voor cybernetisch organisme; een organisch wezen met kunstmatige onderdelen. Volgens bepaalde definities van het begrip zijn veel mensen die nu op aarde rondlopen in feite al cyborgs, namelijk de mensen die een elektronisch implantaat hebben, zoals een pacemaker, implanteerbare cardioverter-defibrillator of cochleair implantaat.

## Sciencefiction
De term robot werd voor het eerst gebruikt in 1920 door de Tsjechische schrijver Karel Čapek in zijn toneelstuk R.U.R. (Rossum's Universele Robots). In Fritz Langs film Metropolis uit 1927 komt de door actrice Brigitte Helm gespeelde robot Maria voor en vanaf de jaren 40 schreef Isaac Asimov vele robotverhalen. Hij bedacht ook de De drie wetten van de robotica. Vanaf de jaren 60 kwamen robots regelmatig voor in films en televisieseries als Doctor Who, Star Trek en Star Wars.

## Ruimtevaart
Ook in de ruimtevaart wordt gebruik gemaakt van humanoide. In 2011 stuurde de NASA 'Robonaut 2' naar het internationale ruimtestation en in 2019 werd Fyodor een Russische robot naar het ruimtestation gelanceerd.'' 

## Bekende bestaande robots
- Leonardo da Vinci's robot (1495)
- Eric (1928)
- WABOT-1 (1967)
- Honda E series (1986)
- ASIMO (2000)
- Actroid (2003)
- Nao (2006)
- Robonaut 2 (2010)
- REEM (2010)
- Sophia (2016)

## Bekende robots in sciencefiction

### Humanoïde robots
| Humanoïde                         | Uit                               | Vanaf | Medium (Film, Televisie, Computerspel, Strip, Boek) |
| --------------------------------- | --------------------------------- | ----- | --------------------------------------------------- |
| Maria                             | Metropolis                        | 1927  | F                                                   |
| Gort                              | The Day the Earth Stood Still     | 1951  | F                                                   |
| C-3PO                             | Star Wars                         | 1977  | F, T, C, S, B                                       |
| Cylons                            | Battlestar Galactica              | 1978  | F, T                                                |
| Autobots                          | Transformers                      | 1984  | F, T, C, S                                          |
| Decepticons                       | Transformers                      | 1984  | F, T, C, S                                          |
| Dot Matrix                        | Spaceballs                        | 1987  | F                                                   |
| Janperson                         | Tokusou Robo Janperson            | 1993  | F, T                                                |
| Menselijke Replicators & Asurans. | Stargate SG-1 & Stargate Atlantis | 1997, | T                                                   |
| NS-5                              | I, Robot                          | 2004  | F                                                   |

### Androïde robots
| Androïde      | Uit                                | Vanaf | Medium (Film, Televisie, Computerspel, Strip, Boek) |
| ------------- | ---------------------------------- | ----- | --------------------------------------------------- |
| Astroboy      | Astroboy                           | 1963  | T, S                                                |
| Red Tornado   | Justice League                     | 1968  | S                                                   |
| Ultron        | De Vergelders                      | 1968  | S                                                   |
| Vision        | De Vergelders                      | 1968  | S                                                   |
| Ash           | Alien                              | 1979  | F                                                   |
| Ilia          | Star Trek                          | 1979  | F                                                   |
| Replicants    | Blade Runner                       | 1982  | F                                                   |
| Hegora        | Yoko Tsuno                         | 1983  | S                                                   |
| Aigis & Metis | Shin Megami Tensei: Persona 3      | 2007  | C                                                   |
| Labrys        | Persona 4 Arena                    | 2012  | C                                                   |
| T-600         | The Terminator                     | 1984  | F                                                   |
| Bishop        | Aliens                             | 1986  | F                                                   |
| Cherry 2000   | Cherry 2000                        | 1987  | F                                                   |
| Mega Man      | Mega Man                           | 1987  | F, T, C                                             |
| Data          | Star Trek                          | 1987  | F, T, C, S, B                                       |
| Android 19    | Dragon Ball Z                      | 1990  | T                                                   |
| T-1000        | Terminator 2: Judgment Day         | 1991  | F                                                   |
| Stell Barr    | Oblivion                           | 1994  | F                                                   |
| Silicates     | Space: Above and Beyond            | 1995  | T                                                   |
| Fembots       | Austin Powers                      | 1997  | F                                                   |
| Omega Doom    | Omega Doom                         | 1997  | F                                                   |
| Andrew Martin | Bicentennial Man                   | 1999  | F                                                   |
| David Swinton | Artificial Intelligence: A.I.      | 2001  | F                                                   |
| T-X           | Terminator 3: Rise of the Machines | 2003  | F                                                   |
| Aurora Ash    | Dracula 3000                       | 2004  | T                                                   |
| Lenore        | Serenity                           | 2005  | F                                                   |
| Mack Hartford | Power Rangers: Operation Overdrive | 2007  | T                                                   |
| Connor        | Detroit: Become Human              | 2018  | C                                                   |
| Kara          | Detroit: Become Human              | 2018  | C                                                   |
| Markus        | Detroit: Become Human              | 2018  | C                                                   |

### Cyborgs
| Cyborg                 | Uit                            | Vanaf | Medium (Film, Televisie, Computerspel, Strip, Boek) |
| ---------------------- | ------------------------------ | ----- | --------------------------------------------------- |
| Metallo                | Superman                       | 1959  | S                                                   |
| Cyberman               | Doctor Who                     | 1966  | T                                                   |
| Kamen Rider            | Kamen Rider                    | 1971  | T, S                                                |
| Steve Austin           | Man van Zes Miljoen            | 1973  | T                                                   |
| Darth Vader            | Star Wars                      | 1977  | F, T, C, S, B                                       |
| Steel                  | All-Star Squadron              | 1978  | S                                                   |
| Cyborg                 | Teen Titans                    | 1980  | S                                                   |
| Lobot                  | Star Wars                      | 1980  | F                                                   |
| Inspector Gadget       | Inspector Gadget               | 1983  | F, T                                                |
| Lady Deathstrike       | X-Men                          | 1983  | F, S                                                |
| Vera Webster           | Superman III                   | 1983  | F                                                   |
| Dr. Baxter Stockman    | Teenage Mutant Ninja Turtles   | 1984  | T, S                                                |
| T-800                  | The Terminator                 | 1984  | F                                                   |
| Quintessons            | Transformers                   | 1984  | F, T, C, S                                          |
| RoboCop                | RoboCop                        | 1987  | F, T, C                                             |
| Borg                   | Star Trek                      | 1989  | F, T, C, S, B                                       |
| Jiban                  | Kidou Keiji Jiban              | 1989  | F, T                                                |
| Frieza                 | Dragon Ball Z                  | 1990  | T                                                   |
| UniSols                | Universal Soldier              | 1992  | F, T                                                |
| Fulgore                | Killer Instinct                | 1994  | C                                                   |
| Graft                  | Phantom 2040                   | 1994  | C                                                   |
| Batô                   | Ghost in the Shell             | 1995  | F, T                                                |
| Majoor Motoko Kusanagi | Ghost in the Shell             | 1995  | F, T                                                |
| Furio                  | Power Rangers: Lost Galaxy     | 1999  | T                                                   |
| John-117               | Halo-serie                     | 2001  | C                                                   |
| Commander Shepard      | Mass Effect 2                  | 2010  | C                                                   |
| Raiden                 | Metal Gear Rising: Revengeance | 2010  | C                                                   |
| Generaal Grievous      | Star Wars                      | 2003  | F, T, S, C                                          |
| Strogg                 | Quake 4                        | 2004  | C                                                   |